# Gynoplistia (Dirhipis) longiramus
Gynoplistia (Dirhipis) longiramus is een tweevleugelige uit de familie steltmuggen (Limoniidae). De soort komt voor in het Neotropisch gebied.